# The Jazz Soul of Little Stevie Wonder
The Jazz Soul of Little Stevie è l'album di debutto di Stevie Wonder (all'epoca conosciuto come "Little" Stevie Wonder) pubblicato dalla Tamla (Motown) nel 1962.

## Tracce

### Lato A
1. Fingertips - (Henry Cosby, Clarence Paul) - 3:00
2. The Square - (Cosby, Paul) - 3:03
3. Soul Bongo - (Marvin Gaye, Paul) - 2:20
4. Manhattan at Six - (Cosby, Paul) - 3:47
5. Paulsby - (Cosby, Paul) - 2:47

### Lato B
1. Some Other Time - (Cosby, Paul) - 5:11
2. Wondering - (Paul, Stevie Wonder) - 2:51
3. Session Number 112 - (Paul, Wonder) - 3:18
4. Bam - (Berry Gordy, Jr.) - 3:34